# Dubnica nad Váhom
Dubnica nad Váhom es una ciudad del distrito de Ilava en la región de Trenčín, Eslovaquia, con una población estimada a final del año 2024 de 21 732 habitantes.
Se encuentra ubicado al norte de la región, cerca del río Váh (cuenca hidrográfica del río Danubio) y de la frontera con la República Checa.

## Demografía
| Año        | 1994   | 2004    | 2014    | 2024     |
| ---------- | ------ | ------- | ------- | -------- |
| Población  | 26 025 | 25 734  | 24 721  | 21 732   |
| Diferencia |        | −1,11 % | −3,93 % | −12,09 % |

| Año        | 2023   | 2024    |
| ---------- | ------ | ------- |
| Población  | 21 805 | 21 732  |
| Diferencia |        | −0,33 % |